# Tylotiella rissoiniformis
Tylotiella rissoiniformis is een slakkensoort uit de familie van de Drilliidae. De wetenschappelijke naam van de soort is voor het eerst geldig gepubliceerd in 1979 door Kay.